# Duszpasterstwo Przedsiębiorców i Pracodawców
Duszpasterstwo Przedsiębiorców i Pracodawców "Talent" – duszpasterstwem specjalistycznym. Prowadzone jest przez Księży Najśw. Serca Pana Jezusa. Grupą docelową są przedsiębiorcy, menedżerowie, średnia i wyższa kadra zarządzająca, osoby odpowiedzialne za zatrudnianie pracowników.

## Historia
Za prekursora duszpasterstwa uważany jest założyciel zgromadzenia Księży Najśw. Serca Pana Jezusa o. Jan Leon Dehon.
Pierwsze spotkanie z inicjatywy Marka Świeżego odbyło się w Wyższym Seminarium Misyjnym Księży Sercanów w Stadnikach w terminie 11–12 grudnia 1999 r.

## Działalność
Podstawowymi formami działalności są: rekolekcje, pielgrzymki, konferencje, warsztaty szkoleniowe, spotkania z „Talentem”, spotkania „Wiara – biznes”.
Duszpasterstwo prowadzi działalność w diecezjach: bielsko-żywieckiej, katowickiej, kieleckiej, krakowskiej, lubelskiej, tarnowskiej, warszawskiej.
Siedzibą duszpasterstwa jest Kraków, funkcję koordynatora pełni ks. Grzegorz Piątek SCJ.
Duszpasterstwo wydaje biuletyn informacyjny „Talent” (ISSN 1731–2043).

## Cele
- promocja modelu "moralnego menedżera" o określonych predyspozycjach duchowych i moralnych,
- pogłębianie życia duchowego,
- poznawanie społecznej nauki Kościoła,
- wymiana doświadczeń,
- integracja środowiska chrześcijańskich przedsiębiorców.

## Dane teleadresowe
ks. Grzegorz Piątek SCJ

ul. Saska 2

30–715 Kraków